# Masinloc
Masinloc ist eine philippinische Stadtgemeinde in der Provinz Zambales. Sie hat 47.719 Einwohner (Zensus 1. August 2015). Vor der Küste  der Gemeinde liegt San Salvador Island.

## Baranggays
Masinloc ist administrativ in 13 Baranggays unterteilt:
- Baloganon
- Bamban
- Bani
- Collat
- Inhobol
- North Poblacion
- San Lorenzo
- San Salvador
- Santa Rita
- Santo Rosario
- South Poblacion
- Taltal
- Tapuac